# Dietmar Walther
Dietmar Winand Walther (* 10. August 1923 in Dresden; † 29. Januar 2017 in Taunusstein) war ein deutscher Dirigent, Komponist und Akkordeonist.

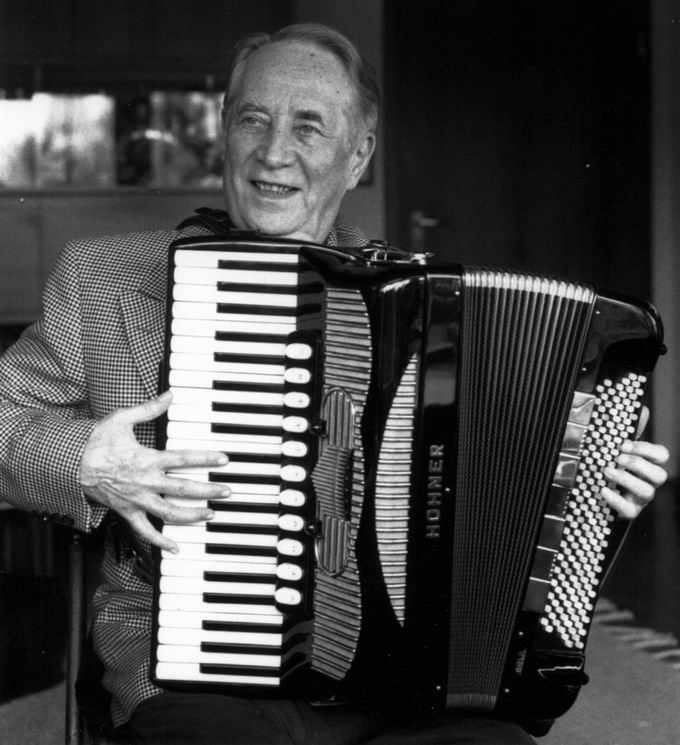
Dietmar Walther

## Leben
Dietmar Walther wurde am 10. August 1923 in Dresden geboren. Im Alter von 11 Jahren leitete er ein Schulorchester mit ca. 60 Mitgliedern. Während dieser Zeit erhielt er auch Klavier-, Klarinetten- und Theorieunterricht am Dresdner Konservatorium, ab 1938 nahm er Akkordeon-Stunden bei Kapellmeister Alfred Olbrich in Dresden. Nach dem Kriegsdienst bei der Luftwaffe absolvierte er die Prüfung als Musiklehrer und wurde 1949 an das Konservatorium nach Wiesbaden berufen, wo er Leiter der Klasse für Akkordeon und darüber hinaus Lehrer für Musiktheorie und Methodik wurde. Im Jahre 1950 gründete er das Akkordeon-Orchester Wiesbaden. Daneben war er bis 1968 als Konzert- und Rundfunksolist, insbesondere auf dem Gebiet der virtuosen Unterhaltungsmusik, tätig. Ab 1970 wirkte er bis 1989 als Musikschulleiter, im Vorstand und als Direktor am „Wiesbadener Konservatorium und Musikseminar für musikalische Berufsausbildung“.
Als Dirigent konnte Walther mit seinem Wiesbadener Akkordeonorchester, das ihm zu Ehren den Namen Akkordeon-Orchester Wiesbaden Dietmar Walther (AOWDW) annahm, mehrere internationale Auszeichnungen und Preise gewinnen. Er selbst hat verschiedene Verdienstorden und Abzeichen der verschiedenen Verbände, aber auch den Ehrenbrief des Landes Hessen und das Bundesverdienstkreuz erhalten.
Durch persönliche Freundschaften und Kontakte zu Komponisten wie Gerhard Mohr oder Curt Mahr konnte er diese dazu bewegen, für das Instrument Akkordeon zu schreiben. Aus diesen Zusammenarbeiten stammen Stücke wie „Heimatbilder“, „Drei Temperamente“ oder „Florentinisches Konzert“ etc. Er selbst schrieb diverse Kompositionen der virtuosen Unterhaltungsmusik für das Akkordeon. Auch hat er mehrere Filmmusiken verfasst.
Zuletzt lebte Dietmar Walther in Taunusstein, wo er im Alter von 93 Jahren verstarb.

## Veröffentlichungen

### Albenveröffentlichungen
- Musik für Akkordeonorchester 2, Hohner-Plattenverlag 1975
- Musik für Akkordeonorchester 6, Hohner-Plattenverlag 1978
- Musik für Akkordeonorchester, 1980
- Musik für Akkordeonorchester 11, Hohner-Plattenverlag 1987
- Gala-Konzert Innsbruck '92 - Life-Aufnahme, Hohner-Plattenverlag 1993
- Urlaubsbilder, Diana-Records 1993
- Live in Concert, 1999
- Divertimento armonico, Melisma 2000

### Notenveröffentlichungen
- Bonne humeur: Intermezzo Fox, Verlag Josef Preissler, München 1967
- Suite, Verlag Josef Preissler, München 1969
- Die schönsten Volkslieder, Falken-Verlag Niedernhausen, sechs Auflagen 1978–1994